# Virtuell lagringsenhet
En virtuell lagringsenhet är en datafil som emulerar en fysisk lagringsenhet. Det betyder att filhanteringsprogram hanterar filen som att den vore en hårddisk eller CD-ROM.